# Colaptes
Colaptes este un gen de păsări din familia ciocănitoarelor Picidae. 

## Taxonomie
Genul Colaptes a fost introdus de zoologul irlandez Nicholas Aylward Vigors în 1825, specia tip fiind Colaptes auratus. Numele provine din greaca veche κολάπτης (kolaptēs), care înseamnă „daltă”.
Genul face parte din subfamilia ciocănitoarelor Picinae și are o relație de taxon soră cu genul Piculus. Genul Colaptes este membru al tribului Picini și aparține unei clade care conține cinci genuri: Colaptes, Piculus, Mulleripicus, Dryocopus și Celeus. Unele dintre relațiile dintre speciile din cadrul Colaptes sunt incerte, diverse studii genetice raportând filogeneze ușor diferite, dar este evident că acele specii nu formează un grup monofiletic.

### Specii
Genul Colaptes conține 14 specii. Dintre acestea, o specie, Colaptes oceanicus, a dispărut:
- Colaptes rubiginosus
- Colaptes aeruginosus
- Colaptes auricularis – ciocănitoare cu cap cenușiu
- Colaptes rivolii – ciocănitoare cu spate roșu
- Colaptes atricollis – ciocănitoare cu gât negru
- Colaptes punctigula – ciocănitoare cu pieptul pătat
- Colaptes melanochloros – ciocănitoare cu bandă verde
- Colaptes auratus – ciocănitoare nordică
- Colaptes chrysoides – ciocănitoare de California
- Colaptes fernandinae – ciocănitoare cubaneză
- Colaptes pitius – ciocănitoare chiliană
- Colaptes rupicola – ciocănitoare andină
- Colaptes campestris – ciocănitoare de câmp

## Galerie

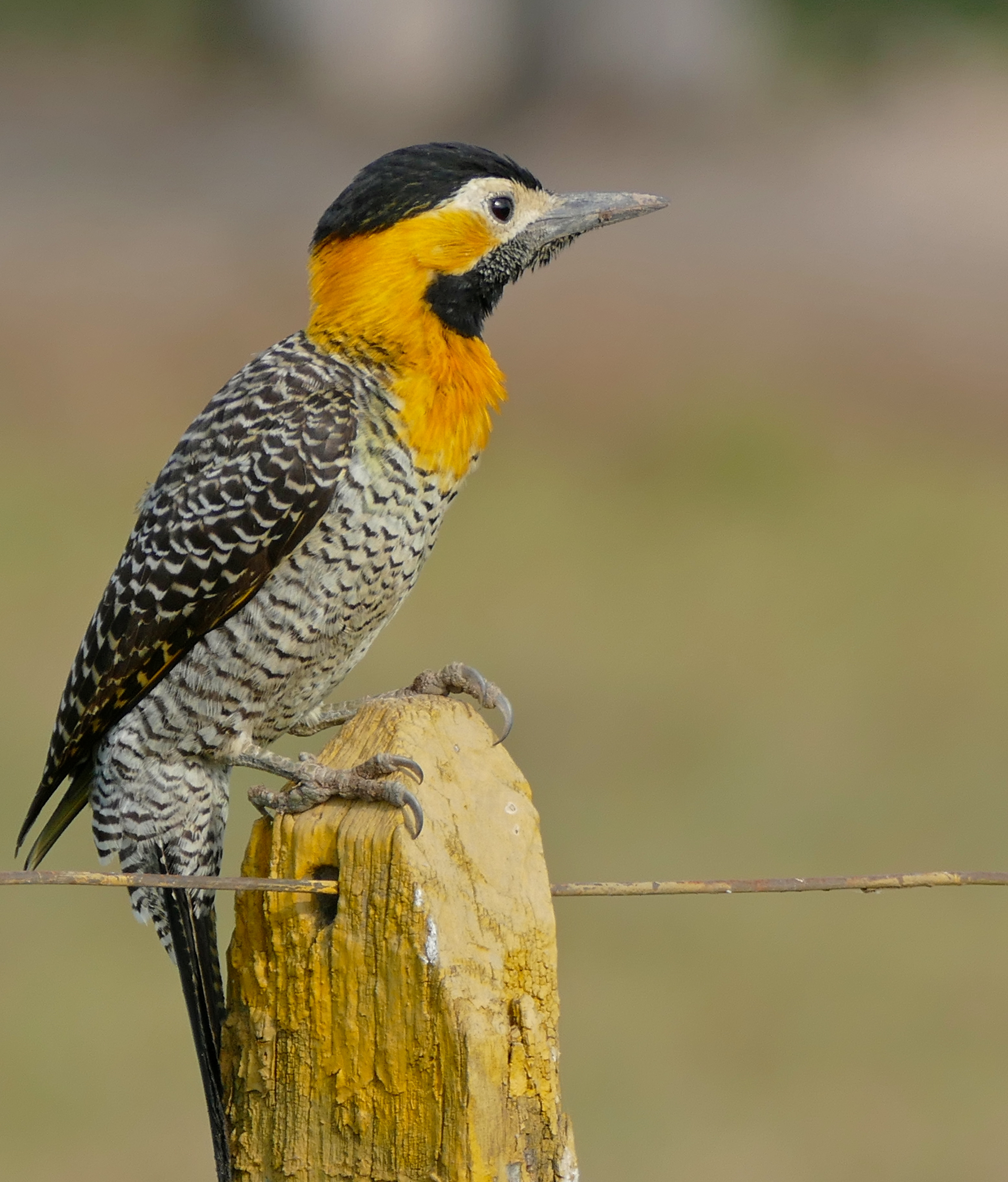
Colaptes campestris
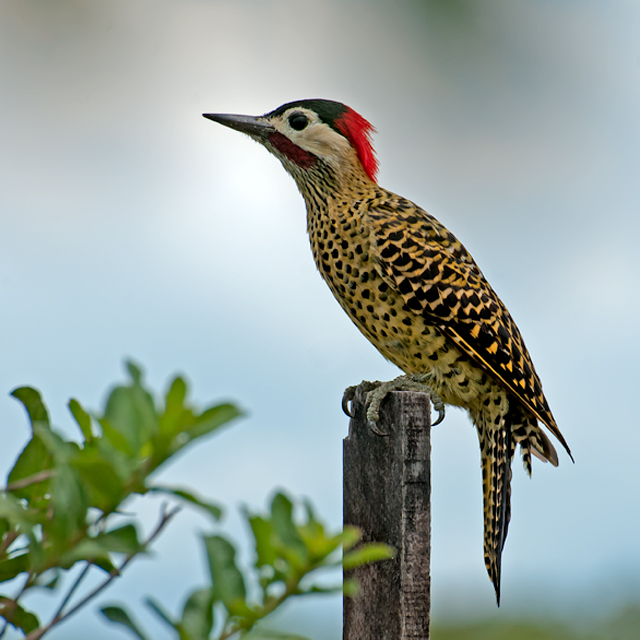
Colaptes melanochloros
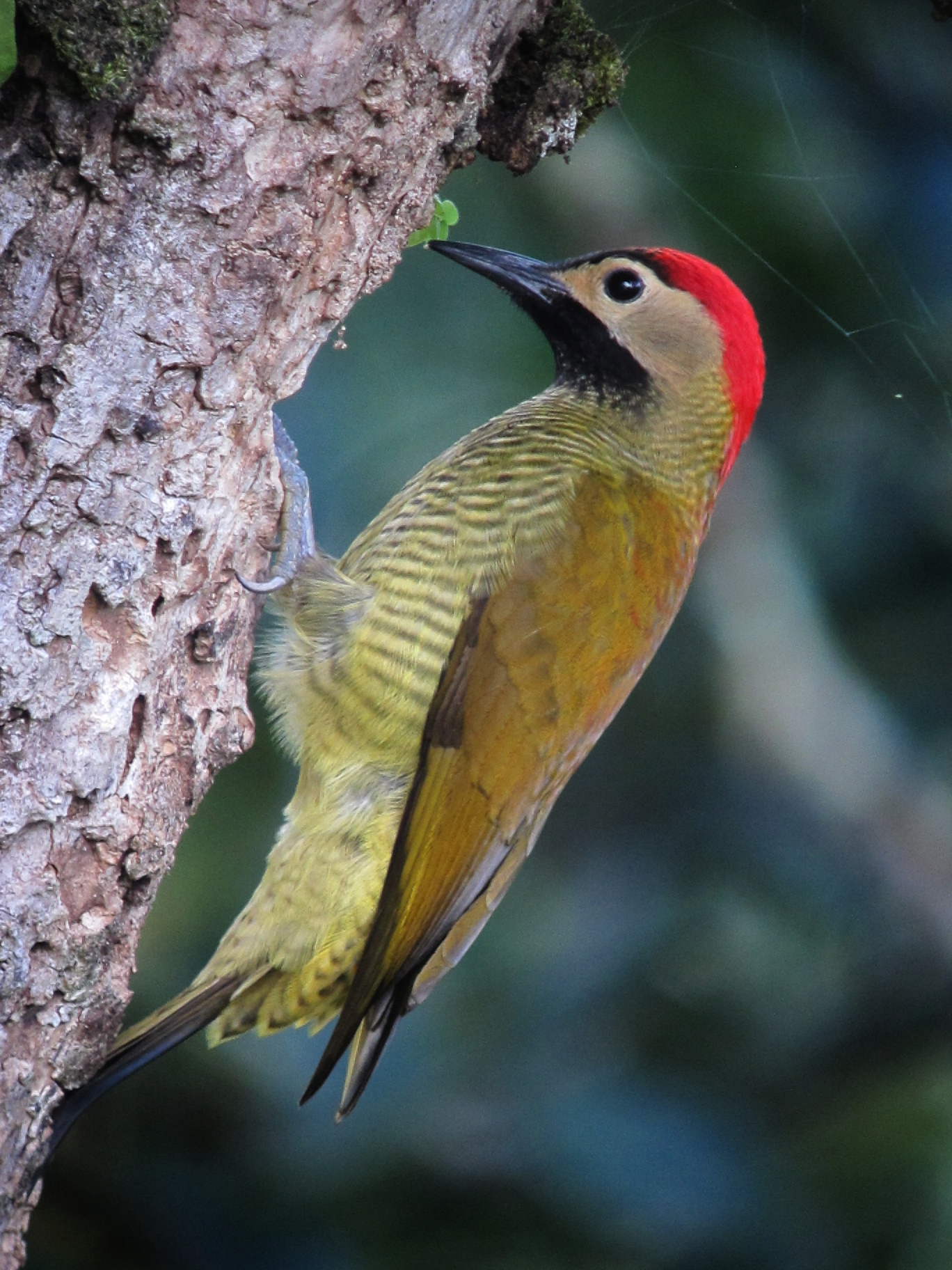
Colaptes rubiginosus
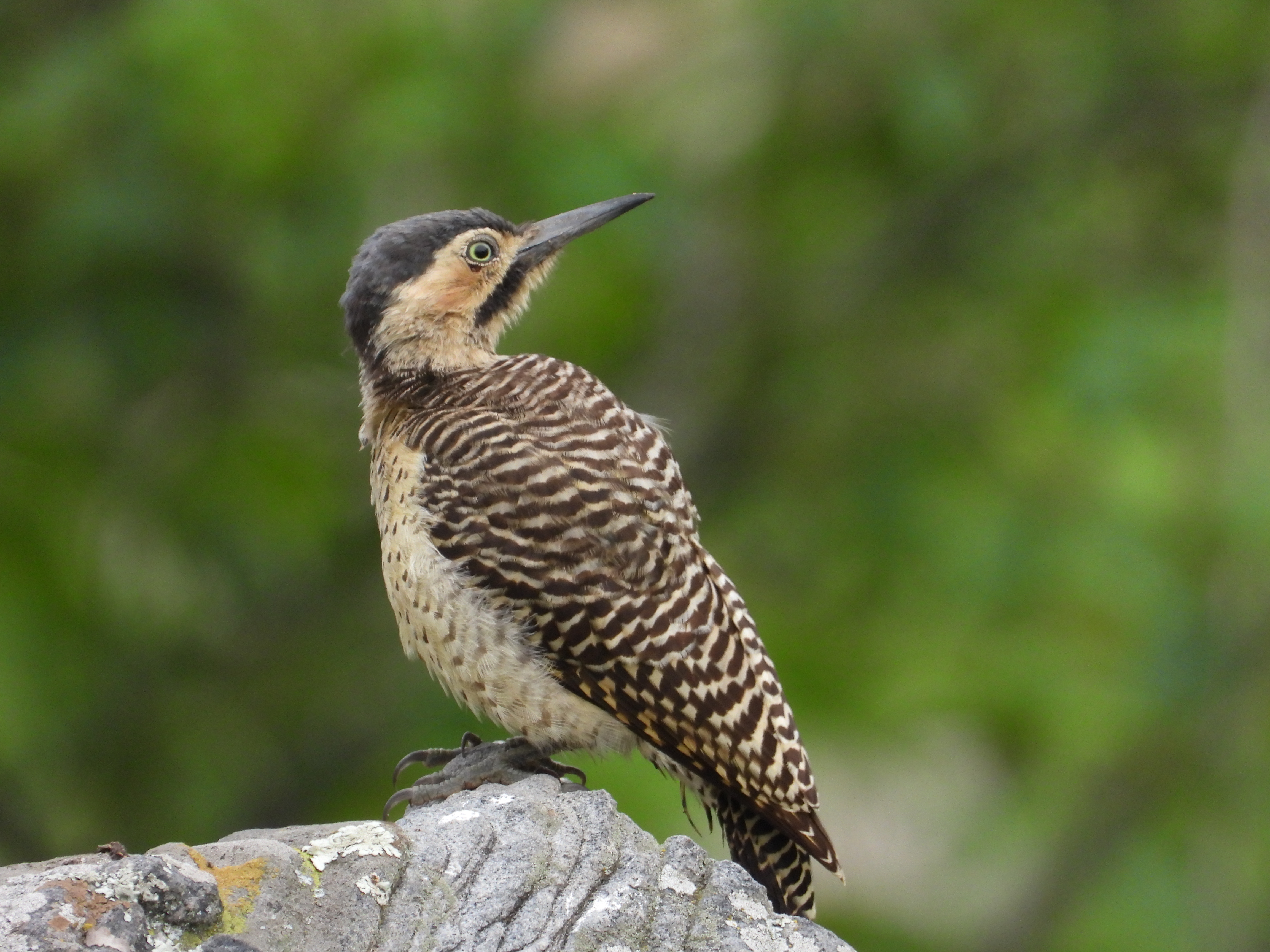
Colaptes rupicola